# 고흥 수도암 무루전
수도암무루전(修道庵無漏殿)은 대한민국 전라남도 고흥군 두원면 운대라에 있는 건축물이다. 1987년 9월 18일 전라남도의 문화재자료 제156호로 지정되었다.

## 개요
수도암은 고려 공민왕 19년(1370)에 세운 절로 수도사라고도 한다.
무루전은 조선 중종 12년(1517)에 지었으며 광해군 9년(1617), 순조 14년(1814), 1910년 등 여러 차례 고쳐 세운 건물이다.
앞면 3칸·옆면 1칸 규모로, 지붕은 옆면에서 볼 때 사람 인(人)자 모양인 맞배지붕으로 꾸몄다. 현판에는 ‘무루전’이라 써 있으나 나한전처럼 안쪽에는 나한상을 모시고 있다.

## 참고 문헌
- 수도암무루전 - 국가유산청 국가유산포털